# Lex Iulia de adulteriis coercendis
La Lex Iulia de adulteriis coercendis è una legge romana emanata per volere dell'imperatore Augusto in un periodo supposto dal 18 a.C. al 16 a.C.. per disciplinare l'adulterio (crimen adulterii) e le varie fattispecie che vi rientravano: incestum, stuprum, lenocinium. La legge fu molto apprezzata dai letterati dell'epoca. Probabilmente la legge era un rimaneggiamento di legislazioni precedenti sempre in materia, tra cui una proposta o prodotta da Silla.

## Cosa prevedeva
La Lex Iulia de Adulteriis Coercendis prevedeva che, nel caso di adulterio o stuprum, fosse istituito un processo contro la moglie infedele e il complice. La legge punisce la donna adultera "con la confisca della metà della dote, la confisca della terza parte dei beni e con la relegazione in un'isola", l'uomo adultero con la confisca della "metà del patrimonio con uguale relegazione in un'isola, purché siano relegati in isole diverse". Il padre della donna aveva il diritto di uccidere immediatamente la figlia e l'adultero, se colti in flagrante nella propria casa o in quella del genero tradito (non poteva risparmiare l'uno o l'altro, ma doveva necessariamente ucciderli ambedue per non incorrere nell'accusa di omicidio), mentre il marito aveva il diritto di uccidere l'amante, solo in determinate circostanze, come ad esempio la sua appartenenza ad un basso rango sociale (se l'amante era di alto lignaggio allora si aveva la possibilità di catturarlo e tenerlo segregato per un massimo di 20 ore consecutive, in modo da radunare i testimoni necessari), e di ripudiare la consorte, ma non di ucciderla. Se il marito non denunciava l'adulterio della moglie, non cacciava la consorte e lasciava andar via l'amante colto in flagrante, oppure sfruttava la cosa economicamente, veniva accusato di lenocinio e punito come adultero.

## Conseguenze della legge

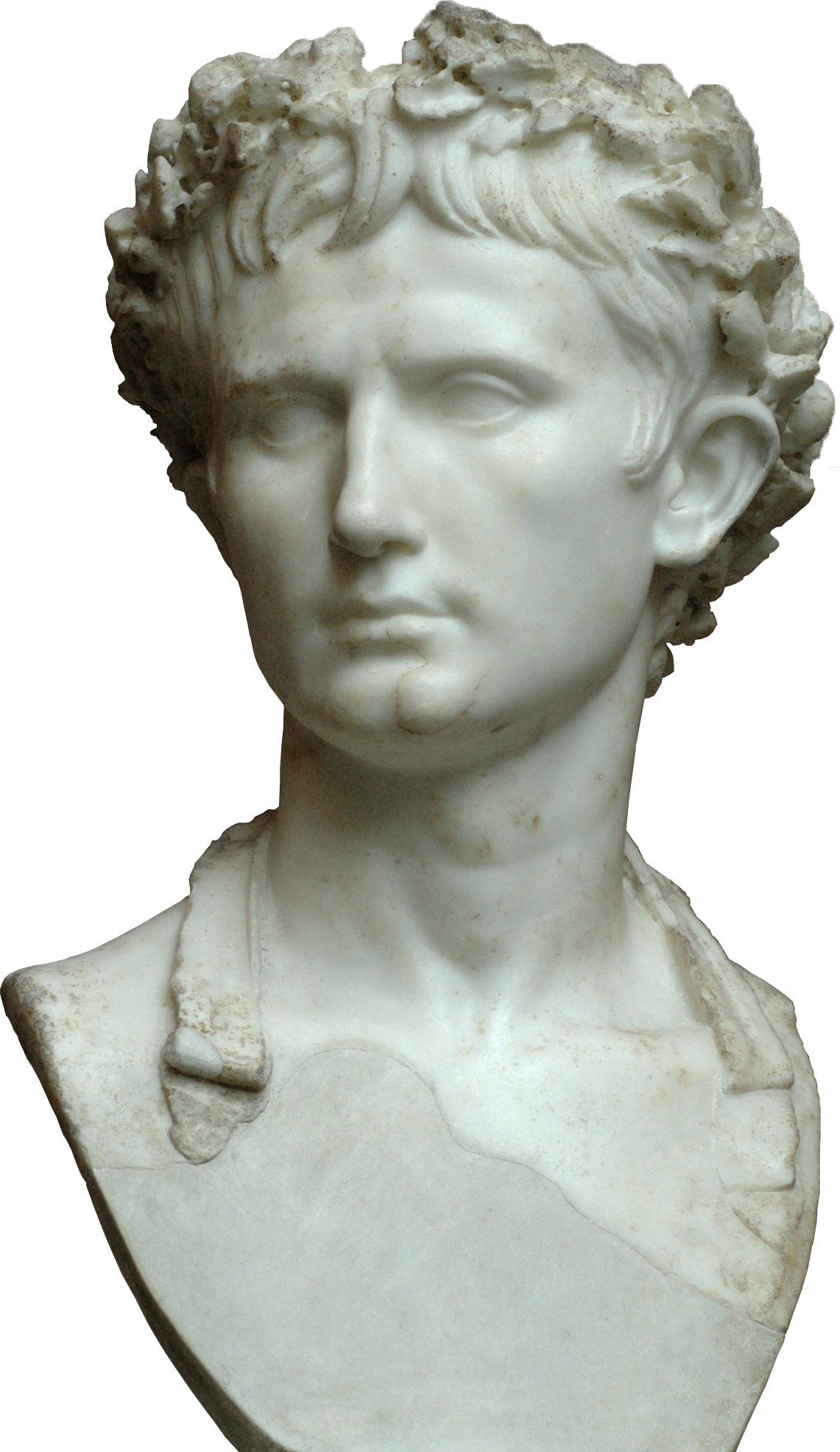
Busto di Augusto, primo Imperatore Romano (27 a.C. - 14 d.C.).

Sebbene la legge fosse entrata in vigore intorno al 18 a.C. ci sono testimonianze che mostrano come essa non venisse molto rispettata. Quintiliano parla di transizione di denaro dall'adultero colto in flagrante al marito tradito per risparmiargli la vita, il che secondo la legge renderebbe l'ultimo un lenone. Pare anche che, in piena funzione della legge, si potesse ancora sfregiare e mutilare l'adultero colto in flagrante senza ucciderlo.
La legge ben presto venne dimenticata. Tiberio fu costretto ad attuare disposizioni per i dilaganti adulterii, anche se poco funzionanti, di conseguenza la mancanza di moralità continuò a dilagare fino a che Domiziano la reintrodusse vigorosamente, ottenendo le lodi di Marziale.
In epoca imperiale, inoltre, si riscontra pian piano una reintroduzione o accettazione del delitto d'onore da parte del marito, che va contro la lex Iulia. Lo iustus dolor (giusto dolore) che il marito provava era la giustificazione dei delitti. Marco Aurelio e poi Commodo regolamentarono la cosa, giustificando il delitto d'onore, ma punendo ugualmente l'omicida per non aver saputo controllarsi non con ciò che dettava la legge sugli omicidii (lex Cornelia Sullae de sicariis et veneficis), ma con i lavori forzati (per le basse classi sociali) o la relegatio in insulam (per le alte classi sociali).
Anche l'uccisione dell'adultero da parte del marito, accettata dalla Lex Iulia solo in determinate condizioni, qualora avvenisse in condizione d'illegalità diveniva giustificabile e punita con pena più lieve rispetto alla solita della lex Cornelia.

## Bibliografia

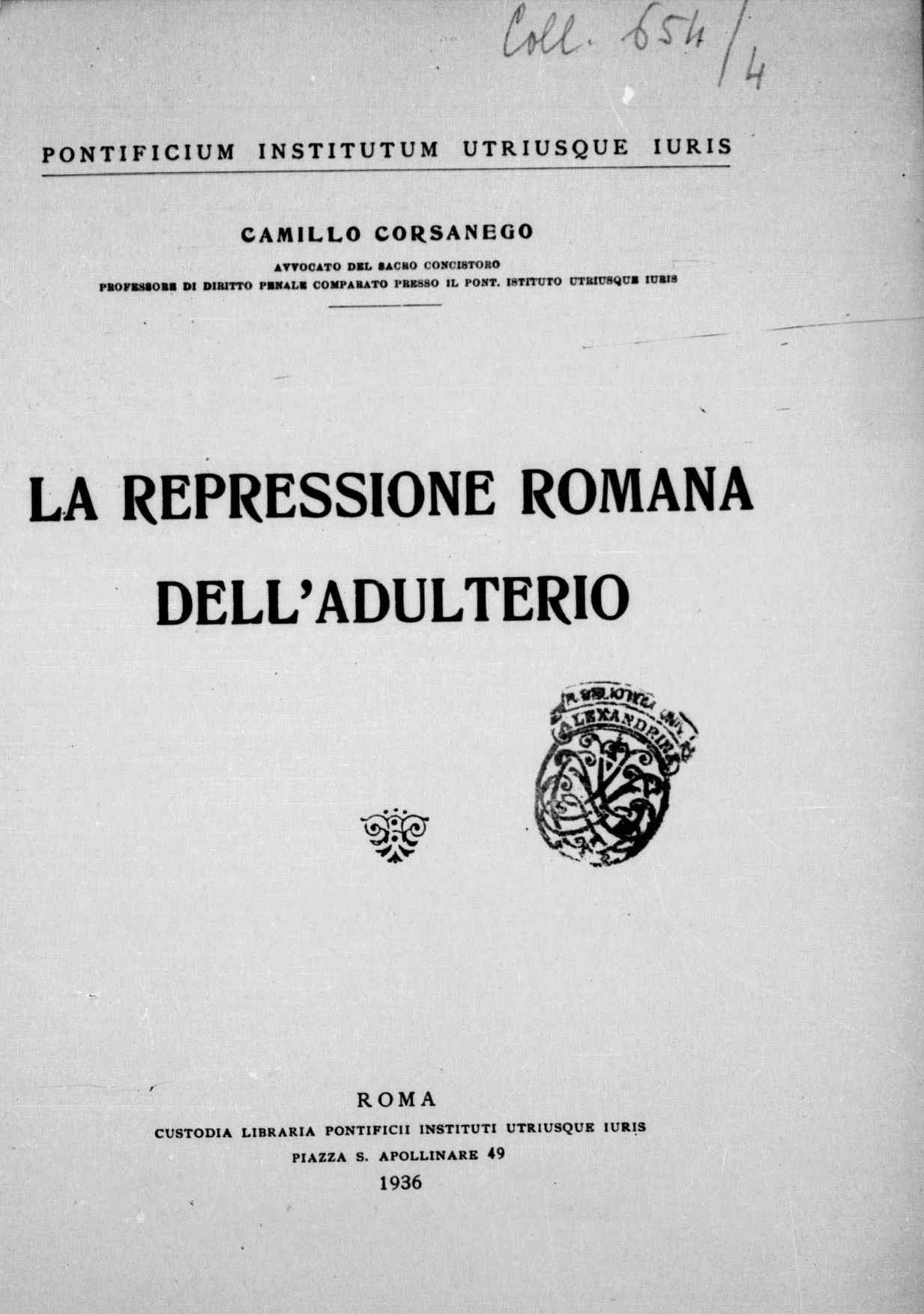
Camillo Corsanego, La repressione romana dell'adulterio, 1936